# 2017년 벤쿠버 국제 영화제
제36회 벤쿠버 국제 영화제는 2017년 9월 28일에 열린 시상식이다.

## 수상 및 후보

### 씨 투 스카이상
- 고독 - 캐슬린 헵번 수상

### 캐나다 장편상
- 블랙 캅 - 코리 보리스 수상

### 캐나다 단편상
- 쉐도우 네츠 - 필립 바커 수상

### 캐나다 신인감독상
- 고독 - 캐슬린 헵번 수상

### 캐나다 단편 신인감독상
- 더 크라잉 콘치 - 빈센트 토이 수상

### 다큐멘터리인기상
- 나의 시, 나의 도시 - 찰스 오피서 수상

### BC 작품상
- 루크루키 - 웨인 와피무콰 수상

### BC 신인감독상
- 고독 - 캐슬린 헵번 수상

### 베스트 BC 단편 영화 상
- 럽쳐 - 야스미나 카라야 수상

### 컨템포러리 월드 시네마
- 인 더 페이드 - 파티 아킨
- 더 파티 - 샐리 포터
- 세븐 미니츠 - 미켈레 플라치도
- 터널(영어판) - 로드리고 그란데
- 아자르 - 모함마드 함지
- 미녀와 개자식들 - 카우타르 벤 하니야
- 볼쇼이 - 발레리 토도로브스키
- 캐스팅 - 니콜라스 바커바스
- 코코테 - 넬슨 카를로 드 로스 산토스 아리아스
- 콜럼버스 - 코고나다
- 사막의 신부 - 세실리아 아탄 외 1명
- 어디로 가십니까 - 스테판 코만다례프
- 디서피어런스 - 보드윈 쿨레
- 거룩한 질서 - 페트라 볼프
- 더 드래곤 디펜스 - 나탈리아 산타
- 온 더 세븐스 데이 - 짐 맥케이
- 페어웰 - 아스트리드 오프네르
- 펠리시테 - 알랭 고미
- 가브리엘과 산 - 펠리페 바르보사
- 가든 스토어: 패밀리 - 얀 흐르베이크
- 신의 나라 - 프란시스 리
- 골든 엑시트 - 알렉스 로스 페리
- 굿 매너스 - 줄리아나 로자스 외 1명
- 홀리 에어 - 샤디 스로어
- 호텔 샐베이션 - 슈브하시슈 부티아니
- 아이스 마더 - 보단 슬라마
- 인설트 - 지아드 두에리
- 더 킹스 초이스 - 에릭 포페
- 하바나에서 마지막 나날들 - 페르난도 페레즈
- 더 라인 - 페터 벱야크
- 부르카 속의 립스틱 - 알란크리타 슈리바스타바
- 러브리스 - 안드레이 즈비아긴체프
- 럭키 - 존 캐럴 린치
- 더 네스트 오브 더 터틀도브 - 타라스 트카첸코
- 뉴튼 - 아미트 마서카
- 더 나일 힐튼 인시던트 - 타릭 살레
- 장미빛 사랑은 없다 - 모스타파 파루키
- 신원불상 - 바히드 잘릴반드
- 희망의 건너편 - 아키 카우리스마키
- 로스 페로스 - 마르셀라 세이드
- 더 퀸 오브 스페인 - 페르난도 트루에바
- 검은 바람 - 후세인 하산
- 사미 블러드 - 아만다 커넬
- 스캐어리 마더 - 아나 우루샤제
- 섹시 두르가 - 사날 쿠마르 사시다란
- 소피아의 아들 - 엘리나 프시코
- 사워 애플스 - 일마즈 에르도간
- 1993년의 여름 - 카를라 시몬
- 스왈로스 앤 아마존스 - 필립파 로소프
- 스위트 버지니아 - 제이미 M. 대그
- 테일즈 오브 멕시코 - 카를로스 카레라 외 7명
- 테헤란 타부 - 알리 수잔데
- 라 테네레차 - 지아니 아멜리오
- 댓 트립 뒤 툭 위드 대드 - 안카 미루나 라자레스쿠
- 델마 - 요아킴 트리에
- 써스트 스트리트 - 나단 실버
- 톰 오브 핀란드 - 도메 카루코스키
- 바잔테 - 다니엘라 토머스
- 베스턴 - 발레스카 그리스바흐
- 겨울형제 - 흘리뉘르 팔메이슨
- 더 운드 - 존 트렌고브
- 영 칼 마르크스 - 라울 펙

### BC 스포트라이트
- 세스나엠: 더 시티 비포 더 시티 - 엘레 마이아 테일페데스
- 데드 샤크 - 피터 리크
- 인탱글먼트 - 제이슨 제임스
- 그레고리 - 코디 보운
- 할로우 인 더 랜드 - 스쿠퍼 코클
- 루크루키 - 웨인 와피무콰
- 밋 보 딕: 메이커 오브 몬스터스 - 라티샤 파자카스 외 1명
- 고독 - 캐슬린 헵번
- 온 푸틴즈 블랙리스트 - 보리스 이바노브
- 원스 데어 워즈 어 윈터 - 아나 벨린
- 퍼블릭 스쿨드 - 카일 라이드아웃
- 셧 업 앤드 세이 섬띵 - 멜라니 우드

### 트루 노스
- 아이 온 줄리엣 - 킴 누옌
- 인필트레이션 - 로베르 모랭
- 라이크 어 페블 인 더 부트 - 헬렌 쇼켓
- 아워 피플 윌 비 힐드 - 앨라니스 오봄사윈
- 레블스 온 포인트 - 바비 조 크랄스
- 어 스킨 쏘 소프트 - 드니 코테
- 석 잇 업 - 조던 캐닝
- 타투스 - 파스칼 플랜트
- 나의 시, 나의 도시 - 찰스 오피서
- 워스트 케이스 위 겟 메리드 - 레아 풀
- 유얼 소킹 인 잇 - 스콧 하퍼

### 주목! 프랑스
- 페이시스 플레이시스 - 아녜스 바르다
- 120 비츠 퍼 미닛 - 로빈 캉필로
- 아바 - 레아 미지위
- 달리다 - 리자 아주엘로스
- 장고 - 에티엔 코마
- 이스마엘스 고스트 - 아르노 데스플레생
- 밀라 - 발레리 마사디안
- 어 시즌 인 프랑스 - 마하마트 살레 하룬
- 더 밸리 오브 더 울프스 - 장-미셸 베트랑
- 더 워크샵 - 로랑 캉테

### 다큐멘터리
- 24 프레임 - 압바스 키아로스타미
- 알파고 - 그렉 코스
- 암드 위드 페이스 - 지타 갠브히르 외 1명
- 봄브쉘: 더 헤디 라마 스토리 - 알렉산드라 딘
- 카니바 - 베레나 파라벨 외 1명
- 디드 유 원더 후 파이어드 더 건? - 트라비스 윌커슨
- 디나 - 댄 시클스 외 1명
- 더트백: 더 레전드 오브 프레드 베키 - 데이브 오 레스케
- 더 파데스트 - 에머 레이놀즈
- 굿 럭 - 벤 러셀
- 머신 - 라훌 자인
- 메인랜드 - 미아오 왕
- 어 메리지 스토리 - 헬레나 트레슈티코바
- 서칭 포 어 뉴 사이언스 - 데이비드 말론
- 언타이틀드 - 미카엘 글라보거
- 서안 지구 비망록 - 아모스 지타이
- 위니 - 파스칼 람체
- 더 워크 - 제이러스 맥리어리

### 퓨쳐 // 프레젠트
- 블랙 캅 - 코리 보리스
- 페일 투 어피어 - 앙트완 부르헤스
- 포레스트 무비 - 매튜 테일러 블라이스
- 인 더 웨이브스 - 재클린 밀스
- 메종 두 보뇌흐 - 소피아 보다노위즈
- 매스 포 셧-인스 - 윈스톤 데 지오비
- 프로토타입 - 블레이크 윌리엄스
- 스틸 나이트, 스틸 라이트 - 소피 고예트

### VIFF 임팩트
- 휴먼 플로우 - 아이 웨이웨이
- 에이콘 앤드 더 파이어스톰 - 르우벤 아틀라스 외 1명
- 블루 - 카리나 홀든
- 에볼루션 오브 오가닉 - 마크 키첼
- 프랭크 세르피코 - 안토니오 D. 암브로시오
- 혼드로스 - 그렉 캠벨
- 킵 토킹 - 카렌 린 웨인버그
- 더 트라이얼: 더 스테이트 오브 러시아 vs 올레그 센트소브 - 아스콜드 쿠로프
- 더 베너러블 W. - 바벳 슈로더
- 어 양쯔 랜드스케이프 - 쉬신

### 용과 호랑이
- 배드 지니어스 - 나타우트 폰피리야
- 파라독스 - 엽위신
- 투 쿨 투 비 포가튼 - 피터슨 바가스
- 박열 - 이준익
- 앙코르 어웨이큰: 어 포트레이트 오브 캄보디아 - 로버트 H. 라이버먼
- 아름다운 별 - 요시다 다이하치
- 다시 태어나도 우리 - 문창용 외 1명
- 버마 스토리북 - 페트 롬
- 클레어의 카메라 - 홍상수
- 그들이 진심으로 엮을 때 - 오기가미 나오코
- 더 디파처 - 라나 윌슨
- 잠자리의 눈 - 쉬빙
- 초행 - 김대환
- 어 피쉬 아웃 오브 워터 - 뢰국안
- 더 풀리시 버드 - 지 황 외 1명
- 대불+ - 신 야오 후앙
- 우행록 - 이시카와 케이
- 해브 어 나이스 데이 - 리우 지앤
- 자비의 여신 - 디첸 로더
- 내 안의 블루스 - 앤지 첸
- 인 타임 투 컴 - 탄 핀핀
- 킹 오브 페킹 - 샘 부타스
- 더 라스트 로어 오브 어 마더 베어 - 진건덕
- 살인자 말리나의 4막극 - 몰리 수리아
- 마더랜드 - 라모나 S. 디아즈
- 그 남자, 류타로 - 니노미야 류타로

### M/A/D
- 보이스 - 안드레스 바이엘
- 비아르케 잉엘스의 위대한 도전 - 카스파 아스트럽 슈뢰더
- 보쉬, 더 가든 오브 드림스 - 호세 루이스 로페즈-리나레스
- 채플린 인 발리: 저니 투 디 이스트 - 라파엘 밀렛
- 차벨라 - 캐서린 건드 외 1명
- 클라이브 데이비스: 더 사운드트랙 오브 아워 라이브스 - 크리스 퍼클
- 데이비드 호크니 앳 더 로얄 아카데미 오브 아츠 - 필 그랍스키
- 리닝 인투 더 윈드: 앤디 골즈워디 - 토머스 리델샤이머
- 루이스 레카발리에 인 모션 - 레이몬드 세인트 장
- 플라네타 페트릴라 - 안드레이 다스칼레스쿠
- 슈만스 바 토크 - 마리케 슈뢰더
- 쉐도우맨 - 오렌 자코비
- 쏭 오브 그래니트 - 팻 콜린스
- [[스트리트스케이프 [다이얼로그]]] - 헤인즈 에미그홀즈
- 웨어 유아 멘트 투 비 - 폴 피건

### 알터드 스테이츠
- 애니멀즈(영어판) - 그렉 지글린스키
- 배드 데이 포 더 컷 - 크리스 보어
- 비치 - 마리안나 팰카
- 더 크레센트 - 세스 스미스
- 벗어날 수 없는 - 아론 무어헤드 외 1명
- 프렌들리 비스트 - 가브리엘라 아마랄 알메이다
- 하우스 와이프 - 칸 에브레놀
- 로우라이프 - 라이언 프로즈
- 타이거 걸 - 제이콥 라스
- 트래저디 걸스 - 타일러 맥클린타이어

### 단편 부문
- 풀 문 파티 - 가브리엘 에델만
- The Glow Is Gone - RYAN ERMACORA
- Go Play Outside - ADIB ALKHALIDEY
- 라 페스카 - 파블로 알바레즈-메사 외 1명
- 리라스 포레스트 - 코너 제섭
- Where Do Cats Go After 9 Lives? - MARION DUHAIME
- 빅포드 파크 - 린지 스튜어트
- 버드 - 몰리 파커
- 히즈 네임 이즈 윌리 - 리즈 케언스
- Lower Plenty Garden Views - ADRIAN ST. LOUIS
- 메모리 오브 더 피스 - 제니퍼 치우
- 밀크 - 헤더 영
- 스크래치 - 마브 뉴랜드
- 슬랩 해피 - 마들렌 심즈-퓨어
- 그랜드마더 - 트레버 맥
- 더 마터 - 데반 스콧
- 럽쳐 - 야스미나 카라야
- 쉐도우 네츠 - 필립 바커
- 더 테슬라 월드 라이트 - 매튜 랜킨
- Voices of Kidnapping - 라이언 멕케나
- A Woman on the Telephone: - ERICA GENEREUX SMITH
- Cherry Cola - JOSEPH AMENTA
- Flood - 아만다 스트롱
- 더 굿 파이트 - 민티 파르도
- 렛 유어 하트 비 라이트 - 데라 캠벨
- Lost Paradise Lost - 얀 지루
- Sea Monster - DANIEL ROCQUE
- Thug - 다니엘 부스
- 새장 속의 새 - 에반 데루쉬
- 크렘 데 멘테 - 진-마크 E.로이 외 1명
- 더 크라잉 콘치 - 빈센트 토이
- Do We Leave This Here - 줄리아 허칭즈
- Fence - 알렉시스 포티어 고띠에
- The Knits - LISA BIRKE
- 더 마운틴 오브 스가나 - 크리스토퍼 옥터
- Talking Too Loud - ABEL RUBINSTEIN 외 1명
- Munchies - SINEAD STODDART
- 위 빌롱 - 제레미 헤론
- Etymology - FAITH PARE
- High Moon - DAVID ZHU
- 100 Second Red Light - NAVID ZARE
- From Here To - DARYNN BEDNARCZYK
- 벌루이네이터 - 조슈아 세이겔
- C.O.D. - 오누르 도건
- Who is in Charge Here? - STUDENTS OF STUDIO DA
- Refugee Rescue - RICHARD YANG
- It Just Might Be True - EVAN MCDERMOT 외 1명
- Say No to Early Sex - ALUSINE KAMARA 외 4명
- Alice Ayalik - SAM
- Wardrobe - PRANAV BHASIN
- Life is Lifeless - HAWAR RAHIMI
- Royal Fool - SABA KARSELADZE
- Lights Beneath My Feet - LAZ
- Bunbun Blast - DRAKE TUURA
- 워크 오브 셰임 - 메이지 벅
- Anne Doll - LEVI MARSHALL
- Life Goes On - MOE YANG
- When Food Goes Bad - BEN SPRENGER
- The Animal - ATASAY KOC
- Flag - MATAN BEN MOREH
- Hunger - ALEJANDRO MONTALVO
- 말론 - 제시카 팔루드
- Maxwell’s Demon - MARCOS VAZ
- 프로미스 - 네빌 피어스
- There Was a Man, a Girl, and a Rocket - TERENCE CHIM
- 웨이브 - 벤자민 클리어리
- 댐 브로! - 트래비스 프릭
- 돈 비 어프레이드 오브 더 라이트 - 제이슨 A. 로스토브스키
- The Fashion Show - 루시 럼즈든
- 게임 - 지니 도노호
- Nobody Likes You - MARK SEAN HAYNES 외 1명
- 오버러브 - 루카스 헬스 포스트마
- 티비 인 더 피쉬 테일 - 이에쉬 타파
- 예스, 갓, 예스 - 카렌 메인
- 애프터글로우 - 아키라 카미키
- 빽스토리 - 요슈카 라우케닌크스
- 포에버 나우 - 크리스티안 하스콜드
- The Good Girls - 클라라 로퀫
- 홈, 스윗 홈 - 카를로스 폴로
- 랜드 오브 해피 드림즈 - 조쉬 아우러
- 아웃라인즈 - 엘리 로저스
- 시스터즈 - 토니 카무라
- 7Un3L - 킬리치 로페즈
- 불로러 - 프란체스코 사비아노
- Chasing Stars - MARKUS EICHENBERGER
- I Love You Forever Now - YOUYANG YU
- 이미지 오브 노웨어 - 루벤 구즈먼
- 더 코다크롬 엘러지스 - 제이 로젠블랫
- 더 랭귀지 오브 볼 - 레이먼 로드리게즈
- 리듬 오브 빙 - 지아다 기링헬리
- Sissyman - 조슈아 애테시 라이틀
- 왈츠 앤드 미 - 야즈 잔리
- 아메리칸 싸이코지스 - 아맨다 재켐
- Canton Novelty - FANG LU
- Chasing Stars - 마르쿠스 아이헨베르거
- Divide - RABBIA ARSHAD 외 1명
- Hsiang Yi - WU ZI EN
- Idizwadidiz - 아이제이아 머디나
- Invisible Line - SHAHNAWAZ CHACHAR 외 3명
- 루나 다이얼 - 가오위안
- 마니볼드 - 친티스 룬드그렌
- 스캐폴드 - 카직 라드완스키
- Shepherd’s Purse - DONG HAO
- 데어 라이브드 더 콜리어스 - 넬슨 맥도널드

### 모즈
- 파인드 픽스 피쉬 - 실방 크루지아 외 1명
- 어 포토 오브 미 - 데니스 투피코프
- 자댕 데테 - 쿠아올라
- 마틴 크라이스 - 조나단 비넬
- 스터디스 언 더 에콜로지 오브 드라마 - 에이야-리사 아틸라
- 스트레인지 세스 디 앤젤 - 샤리마 프레우스
- 타슈릭 (캐스트 오프) - 야엘 바르타나
- 로드사이드 어트랙션 - 이베테 루카스 외 1명
- 그린 스크린 그링고 - 도위 다익스트라
- Charged Landscapes - SARA NAOMI GOODMAN
- 489년 - 권하윤
- 개구리의 발라드 - 레오노어 텔레스
- 어 톨 테일 - 마야 슈바이처

### 특별소개 부문
- 보그 앤 매켄로 - 야누스 메츠
- 브리드 - 앤디 서키스
- 콜 미 바이 유어 네임 - 루카 구아다니노
- 판타스틱 우먼 - 세바스찬 렐리오
- 플로리다 프로젝트 - 션 베이커
- 해피 앤드 - 미카엘 하네케
- 도배장신 - 서호봉
- 인디안 홀스 - 스티븐 S. 캄파넬리
- 더 킬링 오브 어 세이크리드 디어 - 요르고스 란티모스
- 러빙 빈센트 - 도로타 코비엘라 외 1명
- 마운틴 - 제니퍼 피돔
- 옥자 - 봉준호
- 더 스퀘어 - 루벤 외스틀룬드
- 탑 오브 더 레이크 - 제인 캠피온 외 1명